# 3a etapa del Tour de França de 2010

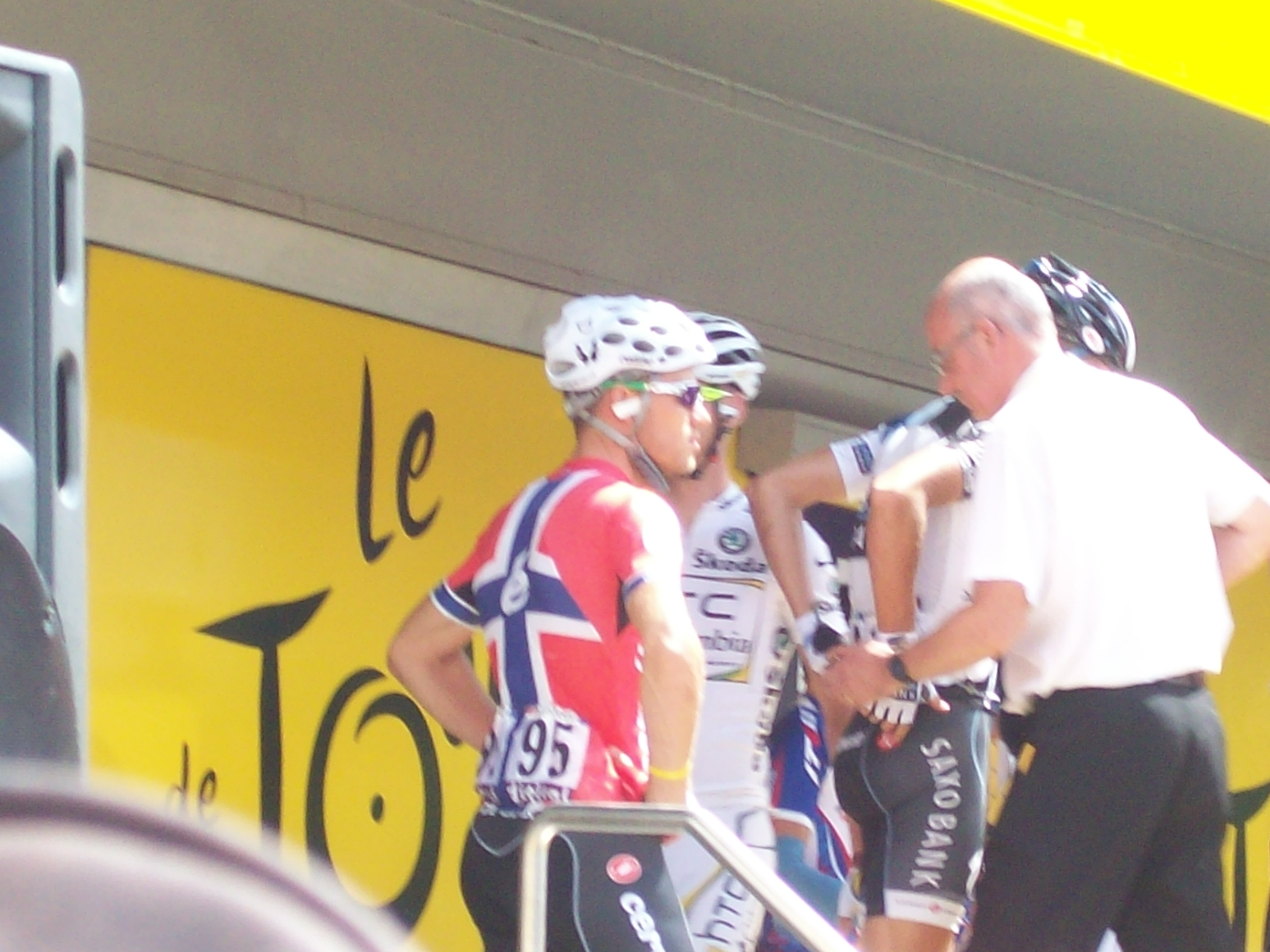
Imatge de la sortida de la 3a etapa de la competició ciclista.

La 3a etapa del Tour de França de 2010 es disputà el dimarts 6 de juliol de 2010 sobre un recorregut de 213 km entre Wanze, Bèlgica i Arenberg, a França. El vencedor de l'etapa fou el noruec Thor Hushovd, que s'imposà a l'esprint en un petit grup que arribà destacat a la meta d'Arenberg.

## Perfil de l'etapa
Etapa bàsicament plana, amb una sola cota puntuable, però amb la gran dificultat de passar per part del recorregut de les clàssiques del nord, amb 13,2 km de paviment distribuïts en set trams, el darrer d'ells a sols 10 km per a l'arribada. Se superen tres esprints especials, als km 35, 71,5 i 151,5.

## Desenvolupament de l'etapa
Al km 17, set homes s'escaparen del gran grup: Steven Cummings, Ryder Hesjedal, Pàvel Brut, Roger Kluge, Pierre Rolland, Imanol Erviti i Stephane Augé, arribant a tenir una màxima diferència de 4' 40". Amb l'arribada dels trams de paviment (amb un total de 13,2 km) el gran grup reduí la diferència per les acceleracions en busca d'una millor situació a l'hora d'afrontar-los. Al mateix temps el gran grup es començà a fraccionar per les caigudes i punxades successives que patiren els ciclistes. El més afectat va ser Fränk Schleck que es veié obligat a abandonar per una triple fractura de clavícula. Hesjedal passà tots els trams de paviment en solitari, però va ser agafat a poc més de 10 km per a l'arribada per un grup en què hi havia Andy Schleck, Fabian Cancellara i Cadel Evans, que havien deixat enrere la resta de favorits. A l'arribada Thor Hushovd guanyà amb facilitat a l'esprint, mentre que Alberto Contador perdé 1' 13" i Lance Armstrong 2' 07". Cancellara recuperà el lideratge després de les nombroses avaries en què es veié immers Sylvain Chavanel.

## Esprints intermedis
| 1r | Roger Kluge (GER)     | 6 pts |
| 2n | Ryder Hesjedal (CAN)  | 4 pts |
| 3r | Steven Cummings (ENG) | 2 pts |

| 1r | Roger Kluge (GER)    | 6 pts |
| 2n | Pierre Rolland (FRA) | 4 pts |
| 3r | Imanol Erviti (ESP)  | 2 pts |

| 1r | Roger Kluge (GER)   | 6 pts |
| 2n | Pàvel Brut (RUS)    | 4 pts |
| 3r | Imanol Erviti (ESP) | 2 pts |

## Ports de muntanya
- Cota de Bothey. 148 m. 4a categoria (km 48) (1,4 km al 3,4%)

| 1r | Ryder Hesjedal (CAN)  | 3 pts |
| 2n | Steven Cummings (ENG) | 2 pts |
| 3r | Stéphane Augé (FRA)   | 1 pt  |

## Classificació de l'etapa
|    | Ciclista                    | Equip                 | Temps      |
| -- | --------------------------- | --------------------- | ---------- |
| 1  | Thor Hushovd (NOR)          | Cervélo TestTeam      | 4h 49' 38" |
| 2  | Geraint Thomas (GAL)        | Team Sky              | m. t.      |
| 3  | Cadel Evans (AUS)           | BMC Racing Team       | m. t.      |
| 4  | Ryder Hesjedal (CAN)        | Garmin-Transitions    | m. t.      |
| 5  | Andy Schleck (LUX)          | Team Saxo Bank        | m. t.      |
| 6  | Fabian Cancellara (SUI)     | Team Saxo Bank        | m. t.      |
| 7  | Johan Vansummeren (BEL)     | Garmin-Transitions    | + 53"      |
| 8  | Bradley Wiggins (GBR)       | Team Sky              | + 53"      |
| 9  | Jurgen van den Broeck (BEL) | Omega Pharma-Lotto    | + 53"      |
| 10 | Aleksandr Vinokúrov (KAZ)   | Astana Qazaqstan Team | + 53"      |

## Classificació general
|    | Ciclista                    | Equip                 | Temps       |
| -- | --------------------------- | --------------------- | ----------- |
| 1  | Fabian Cancellara (SUI)     | Team Saxo Bank        | 14h 54' 00" |
| 2  | Geraint Thomas (GAL)        | Team Sky              | + 23"       |
| 3  | Cadel Evans (AUS)           | BMC Racing Team       | + 39"       |
| 4  | Ryder Hesjedal (CAN)        | Garmin-Transitions    | + 46"       |
| 5  | Sylvain Chavanel (FRA)      | Quick Step            | + 1' 01"    |
| 6  | Andy Schleck (LUX)          | Team Saxo Bank        | + 1' 09"    |
| 7  | Thor Hushovd (NOR)          | Cervélo TestTeam      | + 1' 19"    |
| 8  | Aleksandr Vinokúrov (KAZ)   | Astana Qazaqstan Team | + 1' 31"    |
| 9  | Alberto Contador (ESP)      | Astana Qazaqstan Team | + 1' 40"    |
| 10 | Jurgen van den Broeck (BEL) | Omega Pharma-Lotto    | + 1' 42"    |

## Classificacions annexes
|    | Ciclista               | Equip            | Total  |
| -- | ---------------------- | ---------------- | ------ |
| 1r | Thor Hushovd (NOR)     | Cervélo TestTeam | 63 pts |
| 2n | Geraint Thomas (GAL)   | Team Sky         | 49 pts |
| 3r | Sylvain Chavanel (FRA) | Quick Step       | 44 pts |

|    | Ciclista               | Equip      | Total  |
| -- | ---------------------- | ---------- | ------ |
| 1r | Jérôme Pineau (FRA)    | Quick Step | 13 pts |
| 2n | Sylvain Chavanel (FRA) | Quick Step | 8 pts  |
| 3r | Rein Taaramae (EST)    | Cofidis    | 8 pts  |

|    | Ciclista              | Equip          | Temps       | Temps |
| -- | --------------------- | -------------- | ----------- | ----- |
| 1r | Geraint Thomas (GAL)  | Team Sky       | 14h 53' 23" |       |
| 2n | Andy Schleck (LUX)    | Team Saxo Bank | + 46"       |       |
| 3r | Roman Kreuziger (CZE) | Liquigas-Doimo | + 2' 01"    |       |

|    | Equip                    | Temps       | Temps |
| -- | ------------------------ | ----------- | ----- |
| 1r | Team Saxo Bank (DEN)     | 44h 45' 55" |       |
| 2n | Garmin-Transitions (USA) | + 11"       |       |
| 3r | Team Sky (GBR)           | + 25"       |       |

## Abandonaments
- Christian Vande Velde (Garmin-Transitions). No surt. Es va veure involucrat en la caiguda col·lectiva de l'etapa anterior.
- Niki Terpstra (Milram). No surt.
- David Le Lay (AG2R La Mondiale). Abandona per caiguda que li provoca una fractura de clavícula.
- Fränk Schleck (Team Saxo Bank). Abandona per caiguda que li provoca una fractura de clavícula.